# یواس‌اس هایواتا (وای‌تی-۲۶۵)

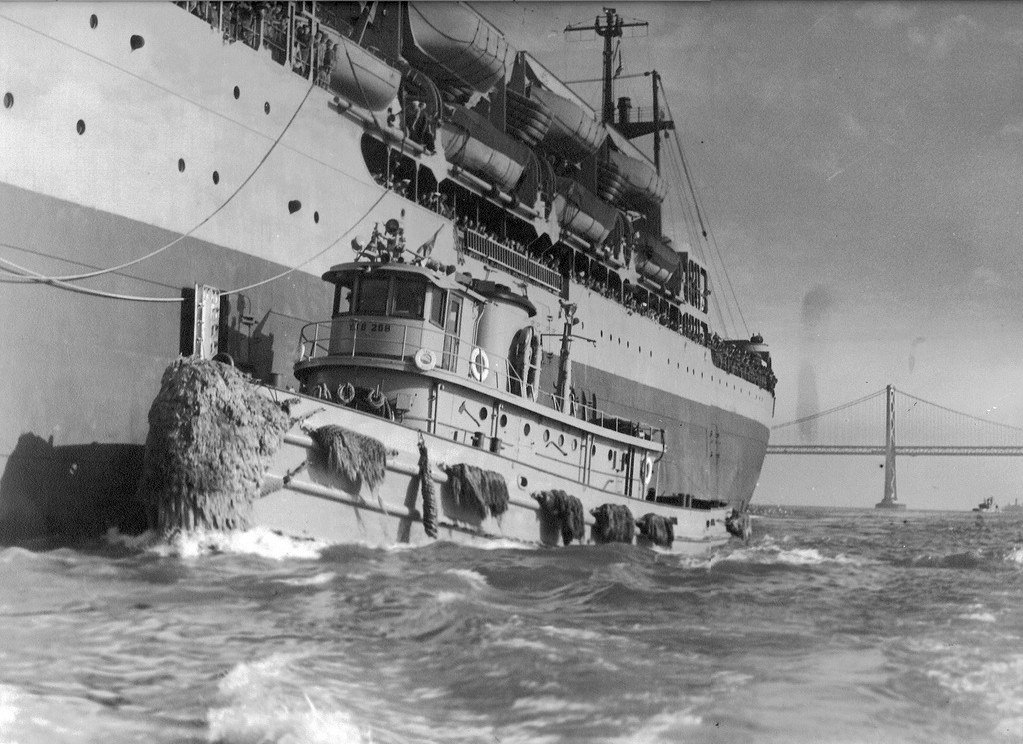
یک وای‌تی‌بی-۲۶۸ مشابه یواس‌اس هایواتا (وای‌تی-۲۶۵) در کنار یواس‌ان‌اس دیوید سی شنکس، دهه ۱۹۵۰ میلادی، گلدن گیت، سانفرانسیسکو

یواس‌اس هایواتا (وای‌تی-۲۶۵) (به انگلیسی: USS Hiawatha (YT-265)) یک کشتی بود که طول آن ۱۰۰ فوت (۳۰ متر) بود. این کشتی در سال ۱۹۴۲ ساخته شد.